# 埃米尔·索拉沃
埃米尔·索拉沃（芬蘭語：Emil Soravuo，1997年3月28日—），芬兰男子竞技体操运动员，2019年欧洲运动会男子自由体操金牌得主、2021年世界竞技体操锦标赛男子自由体操铜牌得主。